# Hèrcules I d'Este
Hèrcules I d'Este (? 1431 – Ferrara, Ducat de Ferrara 1505) membre de la família Este fou el duc de Ferrara i Mòdena entre 1471 i 1505.

## Orígens familiars
Va néixer el 1431 sent fill de Nicolau III d'Este i la seva tercera esposa Riccarda de Saluzzo. Fou net per línia paterna d'Albert I d'Este i de Isotta Albaresani, i per línia materna de Tomàs II de Saluzzo i de Margarida de Roussy. Fou germà, així mateix, de Lionel i de Borso d'Este.

## Joventut
Va ser educat en la cort de Nàpols d'Alfons el Magnànim entre 1445 i 1460, on va aprendre arts militars, els principis dels ideals renaixentistes i un cert guts per l'arquitectura i les belles arts, marcant sens dubte el seu futur com un dels més actius mecenes de les arts durant el Renaixement.

## Núpcies i descendents
Es va casar el 3 de juliol de 1473 a la ciutat de Ferrara amb Elionor de Nàpols, filla del rei Ferran I de Nàpols i Isabel de Chiaramonte. D'aquesta unió nasqueren:
- Isabel d'Este (1474-1539), casada el 1490 amb Francesc II Gonzaga
- Beatriu d'Este (1475-1497), casada el 1491 amb Lluís Maria Sforza
- Alfons I d'Este (1476-1534), duc de Mòdena i Ferrara
- Ferran d'Este (1477-1540)
- Hipòlit d'Este (1479-1520), cardenal
- Segimon d'Este (1480-1524)

## Duc de Mòdena i Ferrara

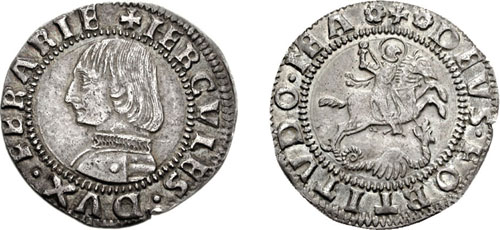
Monedes encunyades en temps d'Hèrcules I.

El 1471, a la mort del seu germà Borso d'Este, fou nomenat duc de Ferrara i Mòdena. A diferència del seu pare s'enemistà amb la República de Venècia, amb qui va produir-se la guerra de Ferrara entre 1482 i 1484, així com contra el papa Sixt IV. Aquesta guerra, causada per la disputa del monopoli de la sal, va finalitzar amb la Pau de Bagnolo, per la qual els Este van haver de cedir la regió de Polesine. En general la guerra va ser una gran revés per al Duc de Ferrara i Mòdena, que va sofrir la humiliació de romandre al llit malalt mentre els exèrcits enemics destruïen les propietats dels Este als voltants de Ferrara.
Decidit a millorar les seves relacions amb els Estats Pontificis va negociar reeixidament per a casar al seu fill Alfons amb Lucrècia Borja, filla del papa Alexandre VI.
El mecenatge que va exercir sobre les arts va ser part d'una demostració d'intenció politicocultural, així va tractar de superar els revessos militars del Ducat de Ferrara posicionant-lo com un gran actor en l'escena cultural de l'Europa renaixentista. Va afavorir algunes de les primeres representacions teatrals seculars que no s'havien muntat a Europa des de l'antiguitat i va establir un dels conservatoris més importants d'Europa, arribant a competir amb els de la Capella Sixtina del Vaticà. A més va afavorir i acollir a la seva cort als més destacats músics d'Europa del nord i especialment va introduir als compositors francoflamencs a Itàlia, entre ells Alexander Agricola, Jacob Obrecht, Heinrich Isaac, Adrian Willaert i Josquin Des Prés.
El desenvolupament urbanístic de Ferrara fou immens durant el govern d'Hércules, duplicant la seva grandària i convertint-se en una de la concentracions urbanes més importants del Renaixement. Va encarregar a l'arquitecte Biagio Rossetti l'extensió de la muralla de la ciutat, voltant per complet la vila dintre del seu sistema defensiu.
Simpatitzant de Girolamo Savonarola, va comissionar un testament musical basat en la història del monjo i l'obra escrita per aquest durant la seva presó a Florència.
Hèrcules I d'Este morí el 15 de juny de 1505 a la ciutat de Ferrara.